# لشکر ۶ استرالیا
لشکر ۶ استرالیا (انگلیسی: 6th Division) لشکر پیاده‌نظام نیروی زمینی استرالیا است، که در سال ۱۹۱۷ تأسیس شد و در سال ۱۹۴۶ منحل گردید.
لشکر ۶ در سال ۱۹۱۷ در طول جنگ جهانی اول برای مدت کوتاهی تشکیل شد، اما قبل از ورود به عملیات، برای تأمین نیروی کمکی منحل شد. تا شروع جنگ جهانی دوم، که به عنوان واحدی از نیروی دوم امپراتوری استرالیا تشکیل شد. در طول سال‌های ۱۹۴۰-۱۹۴۱، این لشکر در لشکرکشی شمال آفریقا، لشکرکشی یونان، کرت و سوریه خدمت کرد و علیه آلمانی‌ها، ایتالیایی‌ها و فرانسوی‌های ویشی جنگید. در سال ۱۹۴۲، این لشکر، خاورمیانه را ترک کرد و برای مقابله با تهدید ورود ژاپن به جنگ به استرالیا بازگشت. بخشی از این لشکر برای مدت کوتاهی در سیلان مستقر شد، قبل از اینکه به لشکرکشی گینه نو متعهد شود. در گینه نو، تیپ‌های تشکیل دهنده آن نقش عمده‌ای در ضدحمله موفقیت‌آمیز در امتداد مسیر کوکودا، در بونا-گونا و اطراف سالامائو-لای در سال‌های ۱۹۴۲-۱۹۴۳ داشتند. در اواخر سال‌های ۱۹۴۳-۱۹۴۴، این لشکر در استرالیا مجدداً سازماندهی شد و سپس به عنوان یک واحد کامل در یکی از آخرین عملیات‌های استرالیا در طول جنگ در اطراف آیتاپه-وواک در سال‌های ۱۹۴۴-۱۹۴۵ شرکت کرد.